# Казка про прекрасну Айсулу
«Казка про прекрасну айсулу» («Айдай сұлу Айсұлу») — радянський художній фільм-казка 1987 року, знятий режисерами Рустемом Тажибаєвим та Віктором Чугуновим на кіностудії «Казахфільм».

## Сюжет
Якось під час полювання молодий хан Таукель зустрів прекрасну Айсулу, дочку пастуха, і привів її до палацу, відсвяткувавши незабаром пишне весілля. Але підступна сестра хана Карашаш, яка давно мріє про владу, скористалася вимушеним від'їздом брата та обмовила дочку пастуха, розпустивши чутку про те, що вона народила двох цуценят. Айсулу поспішили вигнати з палацу до хана. Коли Таукель повернувся і дізнався про своє нещастя, то сам залишив палац.

## У ролях
- Сауле Жумартова — Айсулу
- Сагі Ашимов — Хан
- Кенес Нурланов — Жаксигельди
- Раїса Мухамедьярова — Карашаш
- Булат Аюханов — Табіб / молодий шайтан
- Дімаш Ахімов — Юсуф
- Байтен Омаров — жрець
- Нуржуман Іхтимбаєв — батько Айсулу / старий шайтан
- Меруерт Утекешева — мати Айсулу
- Макіль Куланбаєв — астроном
- Тунгишбай Жаманкулов — Даулбай-жирау
- Камал Кармисов — візир
- Сайдаль Абилгазін — візир
- Танат Жайлібеков — візир
- Рахметбай Телеубаєв — епізод
- А. Ісмаїлов — епізод
- Оразхан Кенебаєв — воєначальник
- Айтжан Айдарбеков — радник
- Жумабай Медетбаєв — радник
- Шахан Мусін — радник
- Касим Жакібаєв — лікар
- Кудайберген Султанбаєв — лікар
- Михайло Ан — лікар
- Даніяр Абдикаликов — син Айсулу
- Балауса Абдиманапова — дочка Айсулу
- Бібіза Куланбаєва — стара з аулу
- Уайс Султангазін — епізод
- Тамара Косубаєва — придворна
- Гульнізат Омарова — придворна
- І. Оспанов — епізод
- Куляй Мураталієва — епізод
- Байкенже Бельбаєв — епізод
- Тимур Макажанов — епізод
- Руслан Ісламов — епізод
- Н. Унербаєв — епізод
- Сакен Ракішев — епізод
- Ісхар Хішанло — епізод
- Фатих Джалалов — епізод
- Байгалі Єсеналієв — Балуан

## Знімальна група
- Режисери — Рустем Тажибаєв, Віктор Чугунов
- Сценаристи — Ніна Давидова, Рустем Тажибаєв, Віктор Чугунов
- Оператор — Олексій Беркович
- Композитор — Байгалі Серкебаєв
- Художник — Володимир Трапезников